# Trường quyền

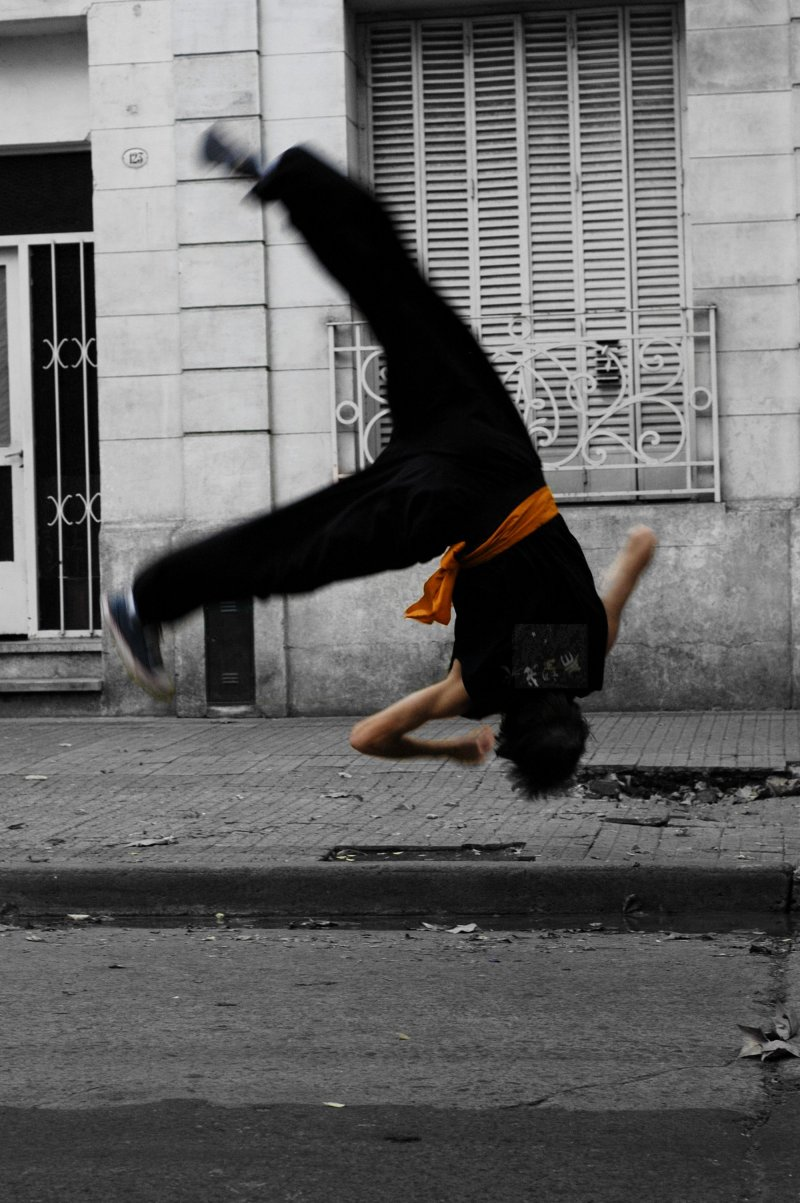
Một động tác của Trường quyền

Trường quyền (chữ Hán: 長拳; bính âm: cháng quán; dịch nghĩa tiếng Anh: Long Fist), tục gọi là Bắc quyền, là một khái niệm bao hàm các võ phái quyền cước thuộc miền Bắc Trung Hoa, sau này các bộ môn quyền này được các môn đồ Bắc Thiếu Lâm tích hợp vào hệ thống võ Thiếu Lâm rồi cải biến đi cho thích hợp đường lối kỹ pháp của Thiếu Lâm.

## Đặc trưng kỹ pháp
Trường quyền phóng dài, đánh xa Trường quyền là một loại quyền mà động tác trong bài quyền có số lượt quyền giá (quyền thức) và bộ hình (tấn pháp) di chuyển tương đối nhiều đồng thời lấy động tác đánh xa, nhảy cao đá nhanh, bộ pháp bước dài rộng linh hoạt làm chính.
Chủ yếu bao bồm các loại Tra quyền, Hoa quyền, Pháo quyền, Hồng quyền v.v... Có nguồn gốc rất sớm từ thời nhà Đường và Bắc Tống được lưu truyền trong dân gian khắp dải Sơn Đông và Hà Bắc đến tận sa mạc nội Mông, và có nguồn gốc từ chùa Bắc Thiếu Lâm ở Bàn Sơn, Hà Bắc.
Đấu pháp chủ yếu là lối đánh trường trận, công thủ từ xa, nên đòi hỏi phải di chuyển và hoán vị liên tục để tìm sơ hở của đối phương mà tấn công.
Thích Kế Quang thời nhà Minh trong tác phẩm "Kỷ Hiệu Tân Thư" ở mục "Quyền Kinh" đã từng chia quyền thuật ra hai loại trường quyền và đoản đả (đánh gần).
Không nên lẫn lộn khái niệm Trường Quyền và trường kiều đại mã, đoản đã và đoản kiều trong hai loại quyền thuật của Bắc Thiếu Lâm và Nam Thiếu Lâm. (Xin xem Hồng Gia Quyền và Võ Thiếu Lâm)
Trong Nam quyền có câu: "Ổn mã ngạnh kiều, trường kiều đại mã, đoản kiều tiểu mã " là ám chỉ kỹ pháp đặc trưng của các chiêu thức thủ pháp dũng mãnh (đòn tay).
Thời xưa đã từng gọi Thái Cực quyền là trường quyền. Thông thường khi ra đòn tay hay đòn chân đều có đặc trưng là phóng dài, đánh xa, thường phối hợp với vặn hông xuôi vai để tăng thêm đặc điểm "đánh xa" vào điểm đánh mong "dài một tấc mạnh thêm một tấc" ("trường nhất thốn cường nhất thốn") là hiệu quả kỹ pháp muốn đạt.
Đặc điểm là thi triển quyền pháp không gò bó, linh hoạt và biến đổi vị trí nhanh, tiết tấu phân minh, cương nhu tương tế, tay liền tay, chân liền chân như mưa sa bão táp. Vì vậy mà phạm vi các khớp hoạt động rộng, đối với cơ bắp và dây chằng yêu cầu tính mềm dẻo và sức bật phải khá cao.
Tấn pháp thay đổi theo bộ hình (bước di chuyển) trên địa bàn rộng, nhảy cao, đá lẹ, chạy nhanh là kỹ pháp dễ thấy của các loại quyền Bắc Thiếu Lâm.
Thân thủ linh hoạt, thân pháp khi di chuyển theo bộ pháp thường hay có những động tác uốn éo, lắc lư, nghiêng ngả, đầu cổ xoay nhanh theo thân thủ, mắt liếc nhanh và sáng quắc khi diễn tập y như những vũ điệu thời nhà Đường. Trong các quyền thức cũng thường hay nhảy nhót khá nhiều, nhào lộn và tung mình lên không trung xoay tròn đủ kiểu,... Phong cách đầy hoa dạng và có tính mỹ cảm cao làm cho Bắc Quyền có một phong cách khác hẳn các loại Nam Quyền ra đời sau này.

## Các loại Trường quyền
Dưới đây là các loại Trường quyền:
1. Tra quyền
2. Hoa quyền
3. Pháo quyền
4. Trốc cước (đâm chân)
5. Đàm thoái (đá bật)
6. Phách quải quyền
7. Bát cực quyền
8. Thông bối quyền
9. Phiên tử quyền
10. Yến thanh quyền

...

## Trường quyền hiện đại
Sau này khi nhà nước Trung Quốc tích hợp các môn võ khắp miền Nam Bắc Trung Hoa dưới sự chỉ đạo của Viện võ thuật trung ương Bắc Kinh với cái tên chung là Wushu, Trường Quyền được nghiên cứu và hệ thống lại dưới tên là Trường Quyền 1-2-3 (nhất lộ, nhị lộ, tam lộ) cho thích hợp với các chương trình thi đấu thể thao quốc gia và các nước trong khu vực châu Á.